# Liste der Mitglieder der Deutschen Akademie der Naturforscher Leopoldina/1716
Die Liste der Mitglieder der Deutschen Akademie der Naturforscher Leopoldina für 1716 enthält alle Personen, die im Jahr 1716 zum Mitglied ernannt wurden. Insgesamt gab es ein neu gewähltes Mitglied.

## Mitglieder
| Nr. | Name                      | Beiname  | Geboren | Aufnahme | Gestorben     | Bild | Datenbank |
| --- | ------------------------- | -------- | ------- | -------- | ------------- | ---- | --------- |
| 323 | Christian Heinrich Erndel | Arantius | 1676    | 17. Dez. | 17. März 1734 |      | 2653      |